# 久米桂一郎

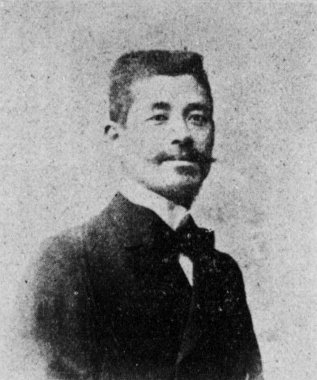
久米桂一郎

久米 桂一郎（1866年9月16日—1934年7月27日）是日本洋畫家。出生於佐賀。其父為歷史學家久米邦武。主要作品『裸婦』『清水秋景図』『姉の像』等。

## 外部連結
- . kotobank （日语）.